# Palaeovespa
Genre
Palaeovespa est un genre éteint d'hyménoptères, des guêpes de la sous-famille des Vespinae (famille des Vespidae), ayant vécu durant l'Éocène. 

## Historique
Le genre a été décrit par Theodore Cockerell en 1906, à partir de fossiles en provenance de la formation géologique de Florissant au Colorado (États-Unis), datant de la fin de l’Éocène (Priabonien), soit il y a environ entre 37,8 et 33,9 millions d'années.
Cockerell, puis George Poinar en 2005, ont décrit par la suite deux espèces dans de l'ambre de la Baltique daté de l'Éocène moyen, généralement du Lutétien, c'est-à-dire il y a environ entre 47,8 et 41,2 millions d'années.

## Étymologie
Le nom de genre Plaeovaspa est composé du mot du grec ancien palaios, « ancien », et du latin vespa, du nom du genre de guêpes Vespa, le genre type de la famille des Vespidae.

## Liste des espèces
Le genre inclut sept espèces, cinq de la formation de Florissant et deux de l'ambre de la Baltique en Europe.

### Formation de Florissant
Cinq espèces en provenance de la formation de Florissant :
- † Palaeovespa florissantia Cockerell, 1906, espèce type ;
- † Palaeovespa gillettei Cockerell, 1906 ;
- † Palaeovespa relecta Cockerell, 1923 ;
- † Palaeovespa scudderi Cockerell, 1906 ;
- † Palaeovespa wilsoni Cockerell, 1914.

### Ambre de la Baltique
Deux espèces en provenance de l'ambre de la Baltique :
- † Palaeovespa baltica Cockerell, 1909 ;
- † Palaeovespa socialis Poinar, 2005.